# Különleges jogrend
A különleges jogrend  az alkotmányos szabályozás különös része, a békétől eltérő időszakok joga. Eltérő definíciós elemeket hordozó időszakok gyűjtőfogalmaként a különleges jogrend elnevezés Magyarország Alaptörvényének az innovációja: az Alkotmány hatályosulása idején a minősített vagy a békétől eltérő időszakok fogalmával foglalta össze a jogtudomány és a hadtudomány, anélkül azonban, hogy az összefoglalás terminológiai oldalról alkotmányosan determinált lett volna.

## A fogalom tartalma
A magyar Alaptörvény által alkalmazott jogtechnikai megoldás, vagyis az alcím használata, a mindenkor az alcím alá tartozó időszakok összességét ipso iure a fogalmi körbe vonja. Ebből következik, hogy a különleges jogrend fogalom tartalma eltérő időpontokban részben különböző esetköröket fedhet le, ugyanakkor adott időszakra alkotmányos szinten determinált, meghatározott.

„E rendelkezések magától az Alaptörvénytől engednek eltérést : a különleges jogrendben felfüggeszthetők vagy korlátozhatók az alkotmányosság klasszikus alapelvei. Ennek megfelelően ilyen időszakokban korlátozni lehet az emberi jogokat, a nyilvánosságot, illetve az államszervezet működésének szabályaitól, a hatalommegosztás elvétől kell eltérést engedni. Az Alaptörvényben rögzített elvektől, a demokrácia legfontosabb intézményeitől való eltérést az Alaptörvényen kívül más jogszabály nem rendezheti. A Javaslat célja, hogy a különleges jogrendre vonatkozó szabályokat áttekinthetően és egységesen, egy fejezetben állapítsa meg, az Alaptörvényben való
szabályozást a lehetőségekhez képest a legrövidebben, ugyanakkor az alkotmányosság minimumát biztosítva határozza meg.”

## Alkotmányos garanciái
- Az Alaptörvény alkalmazása a különleges jogrendben nem függeszthető fel.
- Az Alkotmánybíróság működése nem korlátozható.
- Az alapvető jogok gyakorlása a béke időszaki szabályoktól eltérő mértékben is korlátozható vagy felfüggeszthető, ugyanakkor azonban egyes alapvető jogok (így például az élet vagy az emberi méltóság) ezekben az esetekben is érinthetetlenek.
- A különleges jogrendben alkalmazandó részletes szabályokat sarkalatos törvény határozza meg.